# Apti Aujadov
Aptí Jamzátovich Aujádov –en ruso, Апти Хамзатович Аухадов– (Urús-Martán, 18 de noviembre de 1992) es un deportista ruso de origen checheno que compitió en halterofilia.
Participó en los Juegos Olímpicos de Londres 2012, obteniendo una medalla de plata en la categoría de 85 kg; medalla que perdió posteriormente por dopaje.
Ganó dos medallas en el Campeonato Mundial de Halterofilia, oro en 2013 y bronce en 2015, y dos medallas en el Campeonato Europeo de Halterofilia, oro en 2013 y plata en 2011.

## Palmarés internacional
| Juegos Olímpicos   | Juegos Olímpicos         | Juegos Olímpicos  | Juegos Olímpicos |
| Año                | Lugar                    | Medalla           | Categoría        |
| ------------------ | ------------------------ | ----------------- | ---------------- |
| 2012               | Londres (Reino Unido)    | DSC               | kg               |
| Campeonato Mundial |                          |                   |                  |
| Año                | Lugar                    | Medalla           | Categoría        |
| 2013               | Breslavia (Polonia)      | Medalla de oro    | 85 kg            |
| 2015               | Houston (Estados Unidos) | Medalla de bronce | 85 kg            |
| Campeonato Europeo |                          |                   |                  |
| Año                | Lugar                    | Medalla           | Categoría        |
| 2011               | Kazán (Rusia)            | Medalla de plata  | 85 kg            |
| 2013               | Tirana (Albania)         | Medalla de oro    | 85 kg            |